# Dominique Rinderknecht
Dominique Rinderknecht, née le 14 juillet 1989 à Zurich, est une Suissesse, qui a été couronnée Miss Suisse 2013.

## Biographie
Elle étudie dans la communication, et la publicité à l'Université de Zurich.
Dominique Rinderknecht a représenté la Suisse à l'élection de Miss Univers 2013 à Moscou le 6 novembre 2013, et termina 16e.

## Vie privée
De 2016 à 2020, Dominique Rinderknecht est en couple avec la mannequin Tamy Glauser.